# Johann Georg Freihofer
Johann Georg Freihofer (* 10. Juli 1806 in Althengstett; † 6. September 1877 in Nagold) war ein württembergischer evangelischer Pfarrer und Pädagoge.

## Leben und Wirken
Johann Georg Freihofer, Sohn des in Althengstett lebenden Gemeindepflegers Jakob Freihofer, studierte Evangelische Theologie an der Eberhard Karls Universität Tübingen und trat nach seiner ersten theologischen Dienstprüfung im Jahre 1830 in den Pfarrdienst der Evangelischen Landeskirche in Württemberg ein. Zunächst war er von 1830 bis 1832 Vikar in Walddorf bei Tübingen. 1832 wurde er Pfarrer in Neuhengstett, 1840 in Kayh bei Herrenberg. Im Jahre 1851 wurde er Stadtpfarrer und Dekan in Nagold. Dieses Amt hatte er bis zu seinem Tod 1877 inne.
Freihofer war ein bedeutender Förderer der Inneren Mission in seinen Gemeinden. Bereits während seiner Amtstätigkeit in Kayh veranlasste er dort die Gründung einer Strumpfwirkerei. Die Beschäftigung und Bildung besonders der armen Gemeindeglieder war ihm sehr wichtig. Hierzu sollte eine Winterabendschule, eine Industrieschule, eine Baumschule und ein Verein für die Armenversorgung beitragen. Als Stadtpfarrer und Dekan in Nagold setzte er sich für die dortige Einrichtung des Lehrerseminars ein, machte sich auf dem Gebiet der Sozialfürsorge verdient und förderte den Neubau der Stadtkirche.
Freihofer veröffentlichte ein „Kinderbuch“ für die zwei- bis achtjährigen Kinder sowie „Biblische Geschichte“ für Schüler der mittleren und oberen Klassen. Beide Werke erfuhren mehrere Auflagen und waren weit verbreitet.
Für seine Verdienste wurde Freihofer 1870 die Ehrenbürgerwürde von Nagold zuteil. 2011 wurde in Nagold eine Straße nach ihm benannt („Dekan-Freihofer-Straße“).

## Schriften
- Kinderbuch für Kinder bis zum achten Jahre. Fues: Tübingen 1845 (Digitalisat). Die 9. Auflage dieses Buches erschien 1925 unter dem Titel: Kinderbuch. Gebete, Lieder, Erzählungen, Fabeln und Märchen, Rätsel und Spiele für Kinder von zwei bis acht Jahren. Ein Führer für Mütter und Erzieher. Holland & Josenhans, Stuttgart 1925 (Digitalisat).
- Biblische Geschichte zunächst für mittlere Schulklassen. Mit einem Leitfaden zum Bibellesen und einigen Schulgebete. Fues, Tübingen 1856. Die 6. Aufl. (Biblische Geschichte für Mittel- und Oberklassen evangelischer Schulen) erschien 1908, bearbeitet von Hermann Mosapp. Bonz, Stuttgart 1907.
- (Hrsg.): Kirchliche Ausstattung der evangelischen Christen Württembergs. Vereinigung des württembergischen Catechismus und Confirmationsbüchleins, nebst einem Anhang für Communikanten. Zaiser, Nagold 1864.
- Lehrgang für den populären Sprachunterricht in der Volksschule. Nagold 1868.